# Rosa Soroa Oria
Rosa Soroa Oria (Elduayen, Guipúzcoa, 3 de septiembre de 1945) es una exraquetista profesional española.

## Biografía
Nació en una familia de jugadores de pelota. Su padre jugaba a la pelota así como su tío Miguel Soroa que era manista, uno de sus sobrinos, y su otro hermano, jugaban en Miami a cesta punta.
Soroa comenzó a una edad temprana aprendiendo el juego de la pelota en Tolosa (Guipúzcoa). De su localidad natal se fue a Tolosa para entrenar en Beotibar a los catorce años. Se entrenó durante dos años y recibió una oferta para mudarse a Madrid cuando solo tenía dieciséis años. Debutó allí en el frontón de Madrid el 9 de diciembre de 1960. En los primeros años jugaban por la tarde y por la noche, y luego por la noche. Ella era defensa. Cuando fue madre no interrumpió sus actividades. Llevó a su hija a los entrenamientos y continuó jugando a la pelota durante cuatro años más, hasta que se despidió de la raqueta en 1974.

## Homenajes
- 2017 en el hipódromo de Beotibar en Tolosa, Rosa Soroa recibió un homenaje junto con la raquetista Izaskun Ayesta. El Ayuntamiento de Tolosa, Elduain e Ibarra participaron en el evento organizado por la Asociación Profesional Raketista.[6]
- 2018 recibió el Premio Carmen Adarraga del Consejo Provincial de Guipúzcoa en Orona.[7]
- 2018 en el Festival de Elduaín, los vecinos de su pueblo rindieron homenaje a Rosa Soroa por su carrera profesional.[3]